# Martin Doktor
Martin Doktor (n. 21 mai 1974, Polička⁠(d), Pardubice, Cehia) este un canoist ce a reprezentat Cehia, medaliat olimpic. A participat la 3 ediții ale Jocurilor Olimpice (1996, 2000, 2004) în care a câștigat două medalii de aur.